# Johannes Becker (Theologe)

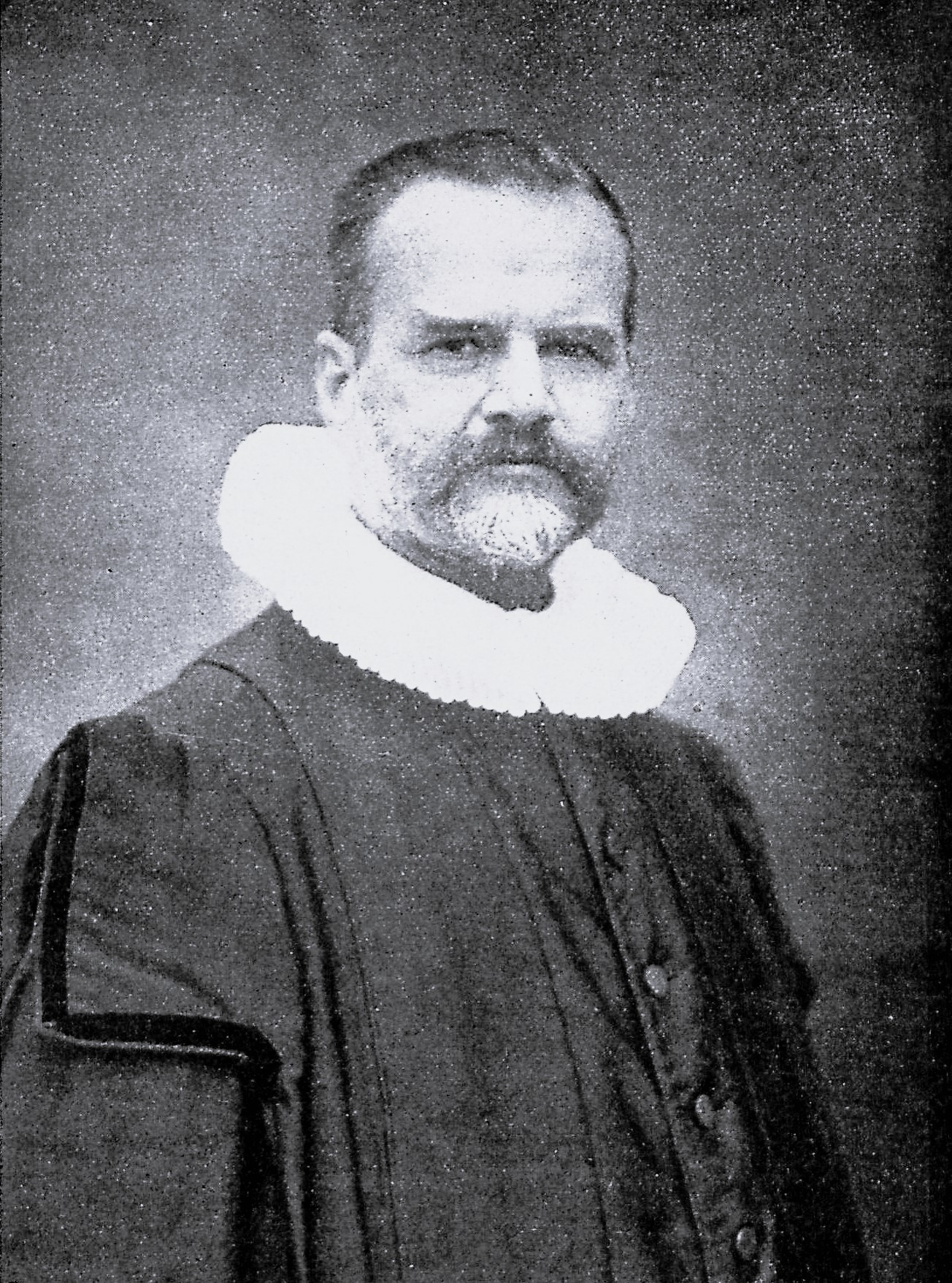
Johannes Becker

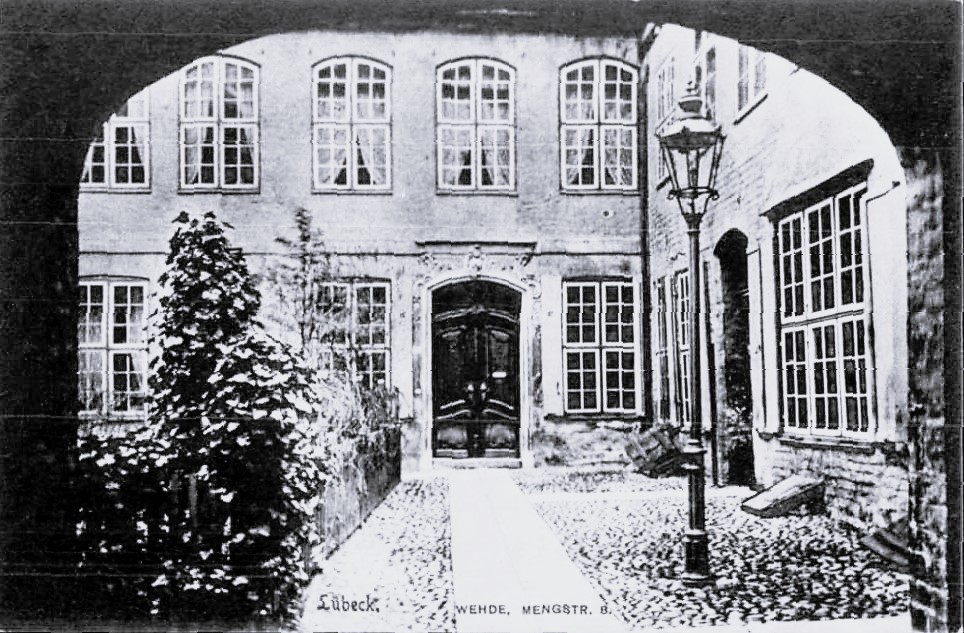
Wehde vor 1942

Friedrich Johannes Theodor Becker (* 21. Mai 1859 in Lübeck; † 7. August 1919 ebenda) war ein deutscher evangelisch-lutherischer Geistlicher und Hauptpastor an St. Marien.

## Leben

### Herkunft
Becker entstammte einer alten Lübecker Pastorenfamilie. Sein Ururgroßvater, Johann Hermann Becker, wurde 1750 von Greifswald als Prediger an die Marienkirche berufen. Dessen Epitaph befindet sich dort. Sein Urgroßvater, Peter Hermann Becker, war Pastor in der Jakobikirche, sein Großvater Inspektor des Johannisklosters und sein Vater Hermann Friedrich Becker (1817–1866) seit 1847 Diaconus (2. Pastor) an St. Marien.

### Laufbahn
Becker besuchte ab 1870 zunächst die Kandidatenschule und danach das Katharineum bis zum Abitur Ostern 1878. Anschließend leistete er in Leipzig sein Militärjahr als Einjährig-Freiwilliger ab. Er studierte Evangelische Theologie in Erlangen, Göttingen, Berlin und Gießen. 1882 bestand er sein theologisches Examen; danach ging er geraume Zeit als Hauslehrer ins Ausland.
Im Alter von 25 Jahren wurde Becker zum dritten Geistlichen der St. Mariengemeinde erwählt und bezog in der Wehde das Pfarrhaus, das schon seine Eltern einst 19 Jahre lang bewohnt hatten. Im Vorstand seiner Gemeinde war Becker zuerst Schriftführer, dann stellvertretender Vorsitzender und während des Krieges ihr Vorsitzender.
Neben seiner Amtstätigkeit baute er sich einen großen Wirkungskreis auf dem Gebiet der Wohlfahrtspflege auf. So war er leitendes Vorstandsmitglied im Rettungshaus auf dem Dritten Fischerbuden und mehrere Jahre Gefängnisgeistlicher. Er gehörte dem Gemeindewaisenrat, der Zentral-Armendeputation, Stiftungsbehörde, Kinderpflegeanstalt und der Vorsteherschaft des Kinderhospitals an.
Während seiner Zeit als Gefängnisgeistlicher wurde er 1893 Opfer eines Mordversuchs durch einen entlassenen Gefangenen. Becker erhielt hierbei eine Schussverletzung am Kopf. Diese war jedoch nicht tödlich und verheilte während des Erholungsurlaubs vollständig. Seit diesem Ereignis hing in seinem Arbeitszimmer der Spruch Gott war mein Beschützer über seinem Schreibtisch.
Im Vorstand des lübeckischen Hauptvereines übernahmen 1889 Becker den Vorsitz, Christian Reimpell die Stellvertretung des Vorsitzenden, Kaufmann Carl Hinrich Buck die Kassenführung und Hauptlehrer Rudolph Groth die Schriftführung. Als ihr Vorsitzender nahm er regelmäßig an deren auswärtigen Generalversammlungen teil.
Im Kreise der Gesellschaft zur Beförderung gemeinnütziger Tätigkeit wirkte er als Vorsteher der Bibliothek und des ehemaligen Schullehrerseminars. Auf einem von ihm in ihr gehaltenen Vortrag geht die Gründung von Knaben- und Mädchenhorten, deren Vorsteher er ebenfalls werden sollte, in Lübeck zurück.
Seit 1903 gehörte er der Lübecker Bürgerschaft an. Zudem war er bis 1919 während mehrerer Wahlperioden Mitglied des Bürgerausschusses.

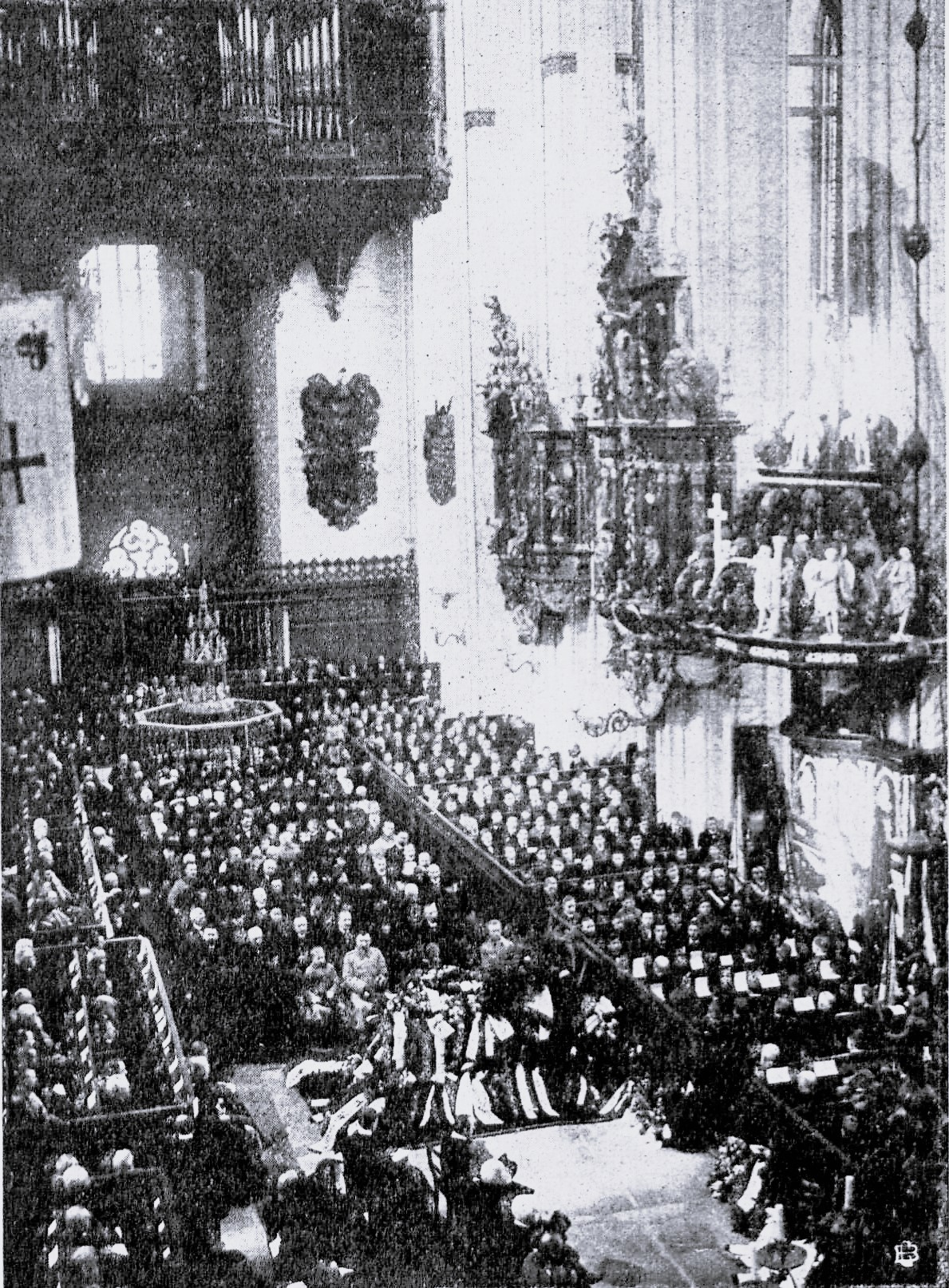
Trauerfeier am 20. Januar 1915

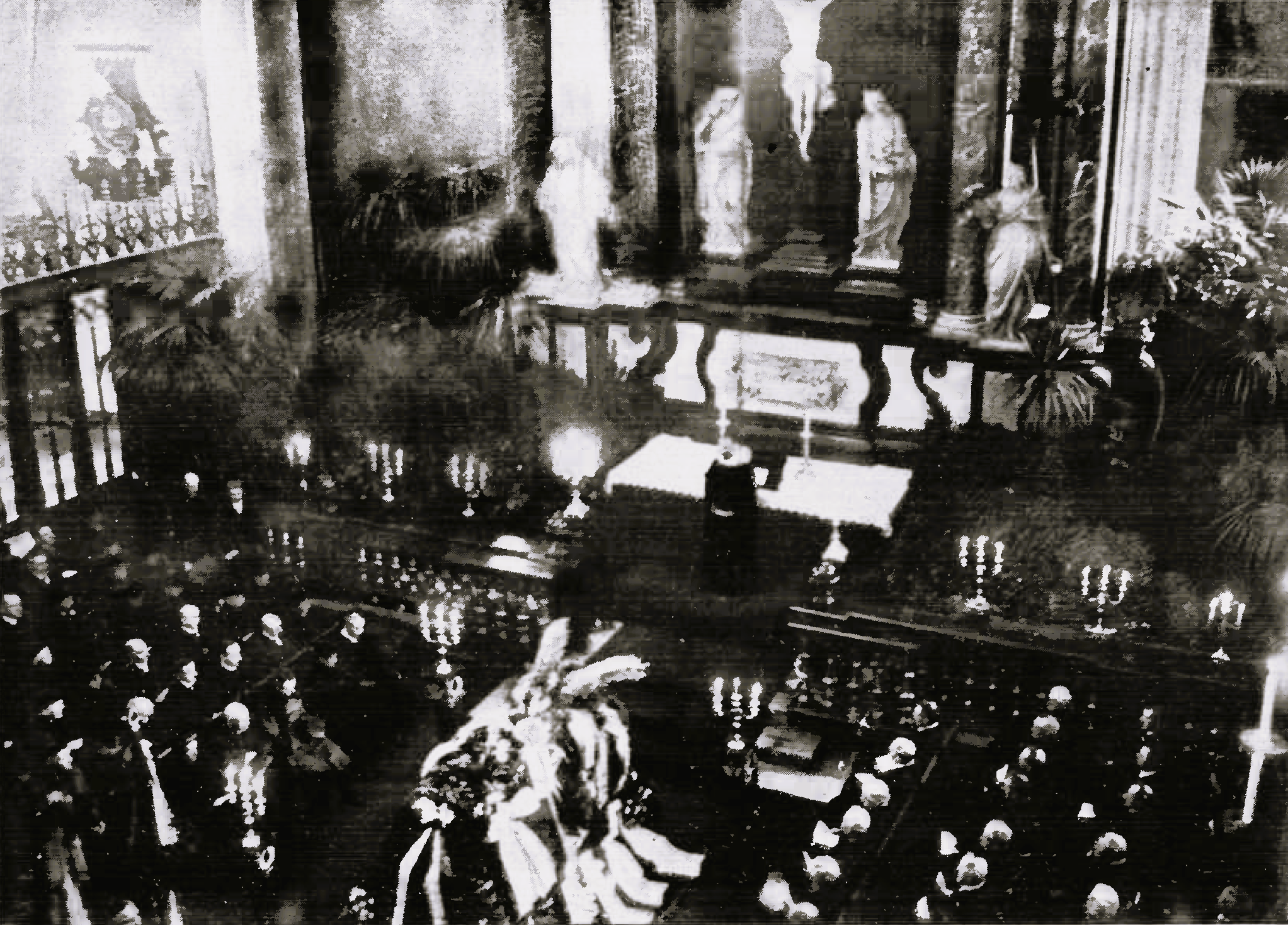
Trauerfeier am 8. Februar 1919

Zwei Tage nachdem der Vorstand der St. Mariengemeinde den Pastor einstimmig zum Nachfolger des verstorbenen Hauptpastors Christian Marth berufen hatte, ernannte ihn der lübeckische Senat zugleich zum Senior des Geistlichen Ministeriums. Becker wurde an Stelle des auf seinen eigenen Antrag aus dem Amte entlassenen Seniors Lindenberg somit der Leitende Geistliche der Evangelisch-Lutherischen Kirche in Lübeck.
Als Christian Reuter, Direktor des Katharineums, zu Beginn des Jahres 1915 in Frankreich gefallenen war, hielt der allseits geschätzte Kanzelredner am 20. Januar 1915 in der überfüllten Marienkirche dessen Trauerfeier ab. Im Verlaufe seiner Rede teilte Becker unter anderem mit, dass der Direktor noch für das Fenster im Katharineum, welches dem Andenken der Gefallenen gewidmet ist, den Spruch schrieb: „Sie starben nur für die, die für sie Leben“.
Ein zweites Mal in seinem Leben, diesmal bedingt durch eine schwere Krankheit, machte Becker 1917 einen längeren Erholungsurlaub.
Die Trauerfeierlichkeiten des am 4. Februar 1919 verstorbenen Senators Emil Possehl leitete der Senior in der Ratskirche. Sämtliche Fahnen der Stadt wurden auf halbmast gesetzt. An der Spitze des Trauerzuges waren die Mitglieder des Senats und der Bürgerschaft, die im Frack und mit weißer Halsbinde dem Sarg zum Burgtorfriedhof folgten. Auf die laut Trauerordnung des Senates zu solchen Anlässen vorgesehene halbe Kompanie und Regimentsmusik wurde wegen des gerade beendeten Krieges verzichtet.
Am Nachmittag des 7. August 1919 war Becker mit der Straßenbahn unterwegs auf einem Ausflug nach Schwartau, als er in der Nähe des Schlachthofs einen Schlaganfall erlitt und verstarb.
Am 12. August hielt sein Jugendfreund, Hauptpastor Evers, die Gedächtnisrede, bevor seine letzte Fahrt aus dem Mittelschiff der Kirche auf den Allgemeinen Gottesacker sich in Bewegung setzte. Dem Sarg folgte ein Zug aus einer Abordnung des Senates und des Kirchenrates, das Geistliche Ministerium, Abordnungen der Oberschulbehörde und des Rettungshauses, Mitglieder des Vorstandes und der Armenpflege seiner Gemeinde, Abordnungen der Vorstände der evangelischen Kirchengemeinde in Stadt und Vorstädten, der israelitischen Gemeinde, der höheren Lehranstalten, mehrere auswärtige Geistliche und zahlreiche weitere Körperschaften sowie Familienmitglieder, Freunde und Bekannte des Verstorbenen. Unter den Letztgenannten befand sich auch seine hochbetagte Mutter.

### Familie
Becker war seit 1885 mit Lina, geb. Sommer, verheiratet. Die Ehe blieb kinderlos.

## Verweise